# Wolfsgruber Bach
Der Wolfsgruber Bach ist ein linker Nebenfluss der Wupper, die hier im Oberlauf Wipper genannt wird, bei Marienheide-Holzwipper.

## Geographie

### Verlauf
Der Wolfsgruber Bach entspringt auf 427 m Höhe im östlichen Teil des Forst Gervershagen bei einer Flur mit dem Namen Wolfsgrube  und fließt in nordwestlicher, dann nördlicher Richtung durch das 13 Ha große Naturschutzgebiet Quellbach- und Laubwaldbereich im Gervershagener Forst (Kennung: GM-079, CDDA-Code: 344746). Die Unterschutzstellung erfolgte unter anderem zur Sicherung und Entwicklung des naturnahen Quellbachbereiches eines typischen Mittelgebirgsbachs mit bachbegleitenden und angrenzenden Laubholzbeständen.
Der Bach, rechts gespeist von mehreren kurzen Quellrinnsalen nimmt linkerhand einen längeren namenlosen Zulauf auf  und unterquert die Landesstraße L306. Dahinter nimmt er ebenfalls von links den Brunnensiefen auf und unterquert die Bahnstrecke Hagen–Dieringhausen. Wenige Meter weiter mündet er auf 379 m Höhe bei Holzwipper in der Wipper.

### Einzugsgebiet
Das Einzugsgebiet ist etwa 1,15 km² groß und wird über Wupper und Rhein in die Nordsee entwässert.
Es grenzt
- im Nordwesten an das des Wipperzuflusses Deipensiefen
- im Osten an das des  Genkelzuflusses Fleiensiefen
- im Südosten an das des Lambachs, einem Zufluss des Seßmarbachs
- im Süden an das des Hüllenbacher Bachs, ebenfalls ein Zufluss des Seßmarbachs
- im Südwesten an das des Wipperzuflusses Gervershagener Bach

Das Einzugsgebiet ist zu größten Teil bewaldet und die höchste Erhebung ist die Höh mit 475,4 m im Südosten. Die einzige Siedlung ist Holzwipper im Mündungsbereich.

### Zuflüsse
- Zulauf (links), 0,2 km
- Brunnensiefen (links), 0,3 km